# Sd.Kfz. 2

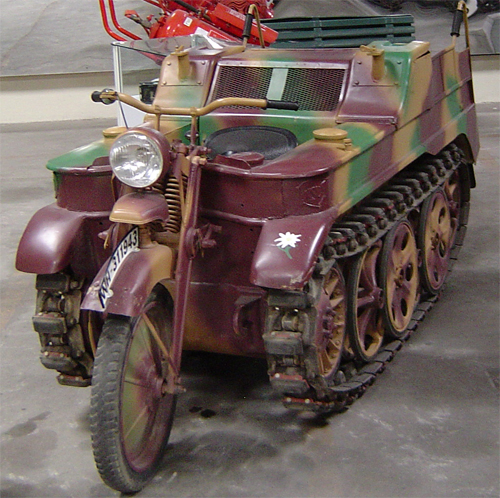
SdKfz 2

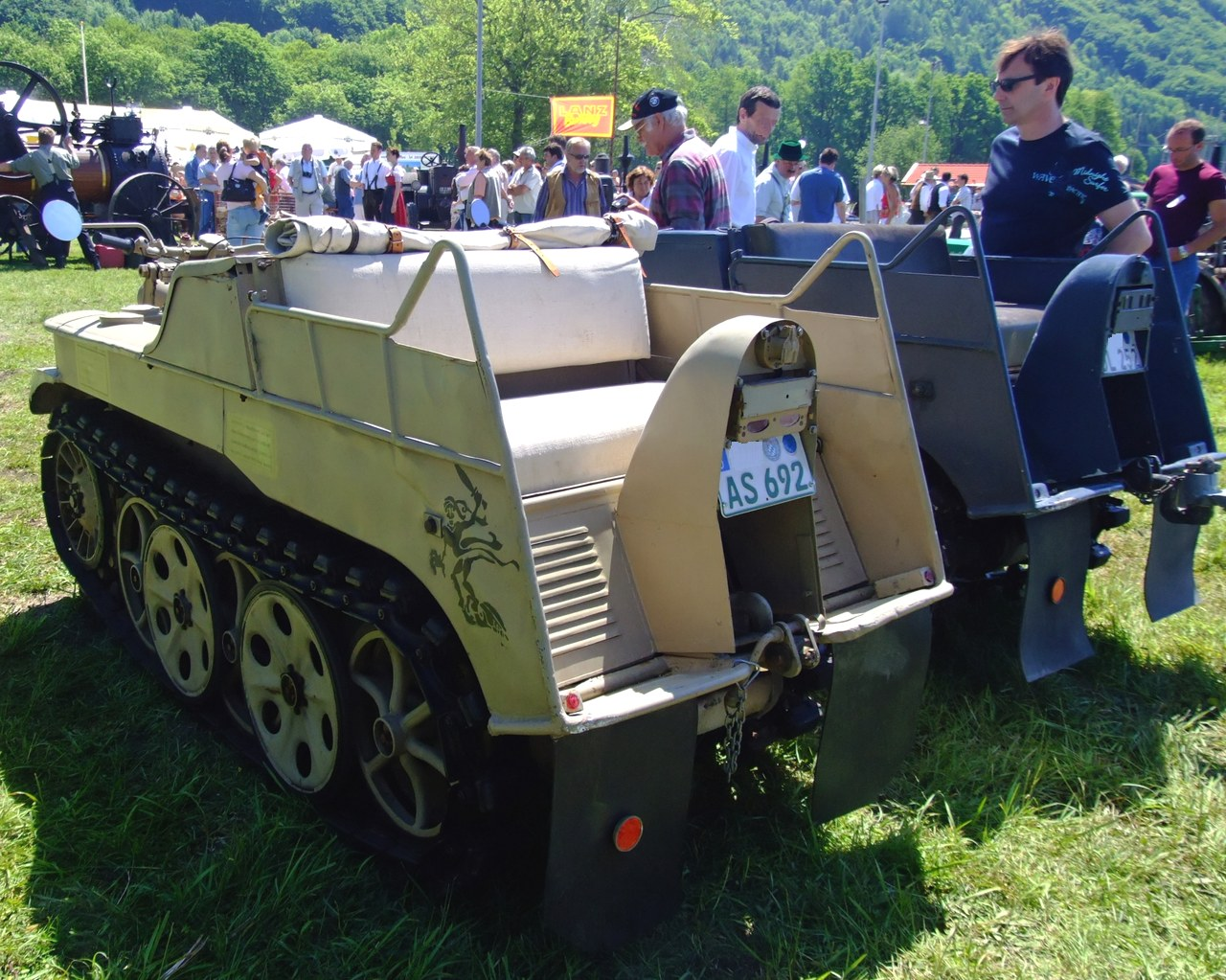

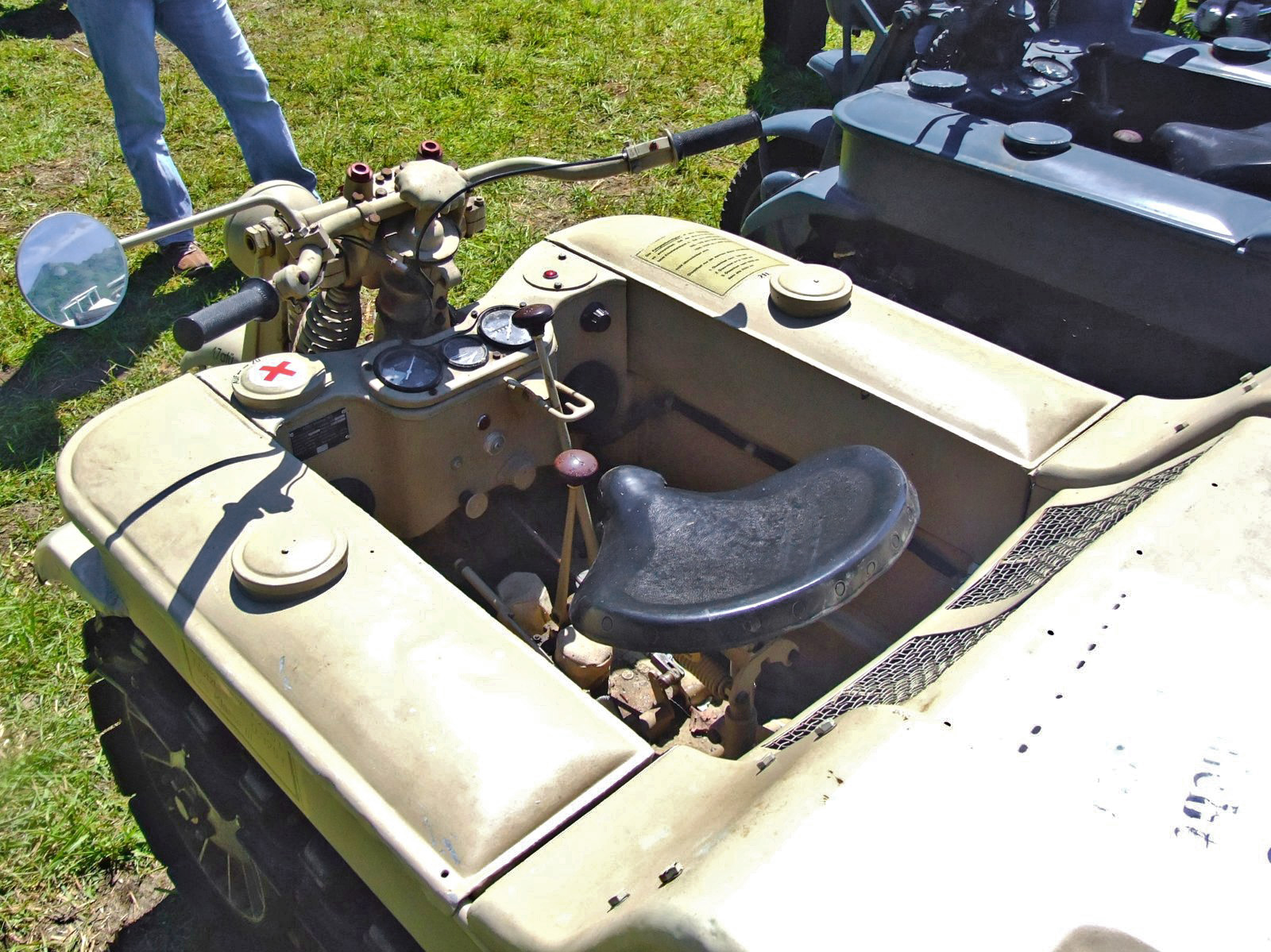

Sd.Kfz. 2 (Sonderkraftfahrzeug 2), известный также как Kettenkrad HK 101, — полугусеничный мотоцикл-вездеход высокой проходимости, разработанный и массово выпускавшийся в Германии в годы Второй мировой войны. Разрабатывался для использования в парашютно-десантных и горнопехотных дивизиях ВВС и сухопутных войск нацистской Германии, однако благодаря высоким динамическим характеристикам получил большую популярность в немецкой армии и широко применялся всеми её подразделениями. Всего с 1940 по 1945 год фирмами NSU и Stoewer был выпущен 8871 мотоцикл. Уже после окончания войны из оставшегося задела деталей в период было собрано ещё около 550 машин, которые применялись в сельском, лесном хозяйстве и т. д. до 1950-х годов.

## История создания и производства
В 1940 году фирма NSU Motorenwerke получила от Министерства вооружений Третьего рейха заказ на разработку лёгкого полугусеничного тягача грузоподъёмностью 500 кг. Подобная машина требовалась прежде всего парашютным и горнопехотным частям в качестве лёгкого артиллерийского тягача, поскольку перевозить уже имевшуюся в наличии технику на борту основного военно-транспортного самолёта Junkers 52/3M было невозможно. Надо сказать, что компоновочная схема полугусеничного тягача более или менее широко использовалась ещё со времен Первой мировой войны, но конструкторы фирмы NSU применили довольно смелое техническое решение. Созданный ими за несколько месяцев новый тягач кардинально отличался от всего того, что выпускалось в мире ранее, и визуально напоминал гибрид трактора и мотоцикла. Этому сходству машина была обязана прозвищем Kettenkrad, под которым она и стала широко известна. Официально же новый тягач носил наименование Kleines Kettenkraftrad Typ HK 101 и по сквозному индексу обозначений военной техники Германской армии проходил как Sd.Kfz. 2.
Интересно, что одним из главных разработчиков новой машины являлся Генрих Эрнст Книпкамп, известный впоследствии как создатель ходовой части танков «Тигр» и «Пантера», а также бронетранспортёра Sd.Kfz. 250 и подобных ему. Концепция полугусеничного мотоцикла была разработана и запатентована Книпкампом ещё летом 1939 года. Он оснастил новую машину ходовой частью собственной разработки, характерной особенностью которой стало шахматное расположение опорных катков. Поворот машины осуществлялся в основном посредством активного дифференциала Cletrac, тормоза которого были перекрёстно связаны тягами с вилкой рулевого колеса. Само рулевое колесо мотоциклетного типа выполняло скорее вспомогательную функцию визуального маркёра направления движения. Помимо водителя, Kettenkrad мог принять на борт ещё двух человек, полная грузоподъёмность составляла 325 килограммов, что вполне удовлетворяло запросы военных, поскольку Kettenkrad был способен буксировать и более тяжёлые грузы.
Первые испытания SdKfz 2 состоялись в середине 1940 года. Результаты их были оценены весьма высоко, и новый тягач приняли на вооружение, после чего началось развёртывание серийного производства. Выпуск 500 машин 0-Serie начался в июле 1940 года. До конца 1940 года были выпущены первые 142 экземпляра Kleines Kettenkraftrad Typ HK 101. Так, если в первой половине 1941 года, в среднем, в месяц производилось по 30 штук, то уже с марта 1942 года производство составляло от 75 до 100 штук в месяц. В ноябре 1943 года сдали уже 275 тягачей, а в декабре — 375, включая 100 от Stoewer. Растущая популярность машины привела к тому, что уже в 1943 году её годовой выпуск превысил 2500. В конце года к производству Sd.Kfz. 2 подключилась фирма Stoewer. Всего до конца войны было произведено более  8900 тягачей данного типа, из них на долю Stoewer приходилось около 1300 единиц. По окончании войны из оставшихся заделов корпусов и прочих деталей те же фирмы выпустили ещё около 500 Kettenkrad, правда, теперь уже в качестве лёгких сельскохозяйственных тракторов. Окончательно производство этих машин прекратилось лишь в 1949 году. Кроме того, во второй половине 1940-х годов французская фирма Babiolle переделала некоторое количество трофейных Kettenkrad в обычные трактора (пост управления переносили назад, переднее колесо демонтировали).
|         | 1940 | 1941 | 1942 | 1943 | 1944 | 1945* | Всего |
| ------- | ---- | ---- | ---- | ---- | ---- | ----- | ----- |
| NSU     | 142  | 421  | 987  | 2440 | 3315 | 288   | 7593  |
| Stoewer |      |      |      | 100  | 1130 | 100   | 1330  |
| Всего   | 142  | 421  | 987  | 2540 | 4445 | 388   | 8923  |

*До окончания войны
Ещё в 1943 году фирма NSU в качестве дальнейшего развития НК-101 разработала тяжёлый полугусеничный мотоцикл НК-102 с более мощным двигателем и пятью сиденьями, однако на вооружение Вермахта он принят не был.

## Технические характеристики
- Масса 1230 кг
- Экипаж 2-3 человека
- Грузоподъёмность 350 кг
- Двигатель 4-цилиндровый, карбюраторный — Opel Olimpia 1,5 л
- Мощность двигателя 36 л.с.
- Коробка передач трёхскоростная
- Скорость при движении по шоссе до 61,5 км/ч
- Запас хода по шоссе 260 км
- Запас топлива 42 л
- Ширина гусениц 170 мм

## Модификации
Sd.Kfz. 2 — несущий сварной корпус. Штампованное переднее колесо в вилке мотоциклетного типа. Мотоциклетное сиденье водителя в передней части корпуса. В средней части — автомобильный двигатель, в кормовой — сиденье для двух человек. иногда сзади висели крепления для винтовок
Sd.Kfz. 2/1 — Sd.Kfz. 2 с оборудованием для перевозки полевого кабеля.
Sd.Kfz. 2/2 — Sd.Kfz. 2 с оборудованием для перевозки тяжёлого полевого кабеля.

## Эксплуатация
В ходе испытаний выяснилось, что этот мотоцикл может с успехом применяться как буксировщик не только легких артиллерийских орудий, но и самолётов, а также как прокладчик кабеля.
Полугусеничный мотоцикл NSU, разработанный в качестве лёгкого тягача для горнострелковых войск, быстро нашёл применение во всех видах вооружённых сил Германии, где использовался для буксировки лёгких горных и зенитных пушек, миномётов, самолётов, катушек с телефонным кабелем и различного рода прицепов.
Кроме того, стандартный заводской комплект включал в себя навесную броню, после чего тягач превращался в полугусеничную БРМ, вооружённую пулемётом.
На 1 июня 1941 года в войсках находилось 214 таких машин. На 1 июня 1942 года их числилось 644. Однако в эти цифры не включены тягачи, которые были переданы Люфтваффе и войскам СС.
В послевоенные годы эта машина долгое время использовалась в сельском и лесном хозяйстве, а также в почтовой службе в горной местности.

## Оценка машины
Судя по отзывам солдат вермахта, эта машина была незаменима в СССР в холодное время года, а также в осеннюю и весеннюю распутицу.

## В массовой культуре
- В художественном фильме «Спасти рядового Райана» трофейный Sd.Kfz. 2 использован в сценах обороны моста, где предстаёт в качестве лёгкого транспорта разведки.
- В фильме «Звезда» советская разведгруппа при стычке с немецким патрулём, передвигающимся на Sd.Kfz. 2, в результате обстрела теряет рацию.
- В манге и одноимённом аниме «Shoujo Shuumatsu Ryokou» главные героини путешествуют на модифицированном Sd.Kfz. 2.
- В художественном фильме «Сталинград» в одном из фрагментов немецкий капитан (Томас Кречман) ездит на Sd.Kfz. 2.
- В компьютерных играх «Battlefield 1942», «Battlefield V», «Heroes & Generals», «Company of Heroes» задействуются, в частности, машины типа Sd.Kfz. 2.